# 筆頭国務大臣
筆頭国務大臣（ひっとうこくむだいじん 英語: First secretary of state）は、イギリスの内閣における役職の一つ。常勤ではなく時に応じて任命される名誉職で、副首相に準ずる地位である。役職名は「筆頭」だが、特に他の国務大臣と比べて特別な権限が与えられているわけではない。

## 歴代筆頭国務大臣
- 赤=労働党 青=保守党

| 氏名 | 氏名                     | 肖像 | 在任期間                       | 政党            | 兼務 |
| ---- | ------------------------ | ---- | ------------------------------ | --------------- | --- |
|      | ラブ・バトラー           |      | 1962年7月13日 - 1963年10月18日 | 保守党          | 副首相 |
|      | ジョージ・ブラウン       |      | 1964年10月16日 - 1966年8月11日 | 労働党 (副党首) | 経済相 |
|      | マイケル・ステュアート   |      | 1966年8月11日 - 1968年4月6日   | 労働党          | 経済相 (1967年8月29日まで) 無任所 (1967年8月29日 – 1968年3月16日) 外相 (1968年3月16日 – 1968年10月17日)                |
|      | バーバラ・キャッスル     |      | 1968年4月6日 - 1970年6月19日   | 労働党          | 雇用相 |
|      | マイケル・ヘーゼルタイン |      | 1995年7月20日 - 1997年5月2日   | 保守党          | 副首相 |
|      | ジョン・プレスコット     |      | 2001年6月8日 - 2007年6月27日   | 労働党 (副党首) | 副首相 (1997年5月2日より)                                                                                              |
|      | ピーター・マンデルソン   |      | 2009年6月5日 - 2010年5月11日   | 労働党          | ビジネス・イノベーション・技能大臣 (ビジネス・企業・規制緩和大臣として2008年10月3日より) 枢密院議長 (2009年6月5日より) |
|      | ウィリアム・ヘイグ       |      | 2010年5月11日 - 2015年5月8日   | 保守党          | 外務・英連邦大臣 (2014年7月15日まで) 庶民院院内総務 (2014年7月14日から)                                                |
|      | ジョージ・オズボーン     |      | 2015年5月8日 - 2016年7月13日   | 保守党          | 財務大臣 (2010年5月11日から)                                                                                           |
|      | ダミアン・グリーン       |      | 2017年6月11日 - 2017年12月20日 | 保守党          | 内閣府大臣 |
|      | ドミニク・ラーブ         |      | 2019年7月24日 - 2021年9月15日  | 保守党          | 外務・英連邦大臣 |